# 불규칙 복수형 접사
불규칙 복수형 접사(Simulfix)는 단수가 복수형으로 바뀔때 규칙적으로 바뀌지 않고 불규칙적으로 바뀌는 것을 말한다. 영어에선 s/es가 붙이지 않고 불규칙적으로 바뀐다. 한국어에선 복수형으로 만들 때 '-들' 만 붙이기만 하면 되며 불규칙적으로 바뀌는 단어는 없다.

## 영어
- man → men, woman → women
- louse → lice, mouse → mice
- foot → feet, tooth → teeth
- formula → formulae, fungus → fungi
- phenomenon → phenomena datum → data

## 서게르만어군
- der Mann → die Männer
- die Tochter → die Töchter
- waord → wäörd
- troad → treid

## 브르타뉴어
- "dant" → "dent"
- "yar" → "yer"
- "sant" → "sent"
- "karreg" → "kerreg"
- "maen" → "mein"
- "troad" → "treid"